# Войска боевой поддержки
Войска боевой поддержки (войска усиления) (нем. Unterstützungskräfte) — войска в вооружённых силах Германии, предназначенные для обеспечения боевых действий.
Войска боевой поддержки входят или включаются для усиления в состав соединений, командований или боевых сил театра военных действий.

## Состав
К ним относятся:
- артиллерия;
- войска ПВО;
- армейская авиация;
- инженерные войска;
- войска АВС;